# انریکو برتاجیا
انریکو برتاجیا (ایتالیایی: Enrico Bertaggia؛ زادهٔ ۱۹ سپتامبر ۱۹۶۴ در نواله) رانندهٔ سابق مسابقات اتومبیل‌رانی فرمول یک اهل ایتالیا است که در فصل ۱۹۸۹، و دوباره در فصل ۱۹۹۲ در مجموع در هشت گراند پری شرکت کرد، اما موفق به کسب هیچ امتیازی نشد.